# 午前3時
「午前3時」（ごぜんさんじ）は、松山千春が1988年12月21日にリリースした27枚目のシングルである。

## 解説
「午前3時」と、カップリング「Say」共に同年11月リリースアルバム『Message』からシングルカット。ただし、両曲共にアルバムとシングルでは編曲が異なる。
シングル・ヴァージョンはベスト・アルバム『起承転結 V』（1990年）に収録されている。

## 収録曲
| 全作詞・作曲: 松山千春。 |             |           |            |          |      |
| #                        | タイトル    | 作詞      | 作曲・編曲 | 編曲     | 時間 |
| 1.                       | 「午前3時」 | 松山千春  | 松山千春   | 丸山政幸 | 5:02 |
| 2.                       | 「SAY」     | 松山千春  | 松山千春   | 奥慶一   | 5:00 |
| 合計時間:                | 合計時間:   | 合計時間: | 10:02      |          |      |